# Ponerologia politica
Ponerologia politica: per una scienza sulla natura del male studiata nella sua dimensione politica (Political Ponerology: A Science on the Nature of Evil Adjusted for Political Purposes) è un'opera unica e definitiva redatta dallo psicologo clinico e scienziato sociale Andrzej Łobaczewski.
Le analisi e le documentazioni originarie abbracciano i campi della psicologia, della psichiatria e della sociologia.
Il libro, che racchiude la summa della ponerologia, nasce come il risultato del lavoro di una rete segreta di scienziati cechi, ungheresi e polacchi sotto i regimi d'occupazione sovietici.

## Edizioni
Le prime due stesure del libro, corredate di tabelle e statistiche esaustive, andarono perdute in circostanze particolari.
La terza stesura fu redatta da Andrzej M. Łobaczewski nel 1983, successivamente all'espatrio del 1977 a New York.
I tentativi di pubblicazione del 1984 non ebbero successo.
Nel 2006 Andrzej M. Łobaczewski ebbe l'opportunità di dare alle stampe l'opera in un'edizione lievemente aggiornata.
Alla data del 2013 sono disponibili le traduzioni in lingua inglese, spagnola e tedesca.
A complemento del libro, è disponibile il sito internet ufficiale.